# 第三代里奇蒙公爵查爾斯·倫諾克斯
查尔斯·伦诺克斯，第三代里奇蒙和伦诺克斯公爵（Charles Lennox, 3rd Duke of Richmond and Lennox，1735年2月22日—1806年12月29日）18世紀積極主張改革的英國政治家，以提出改革國會的進步觀點而著名。1750年繼承貴族的頭銜。

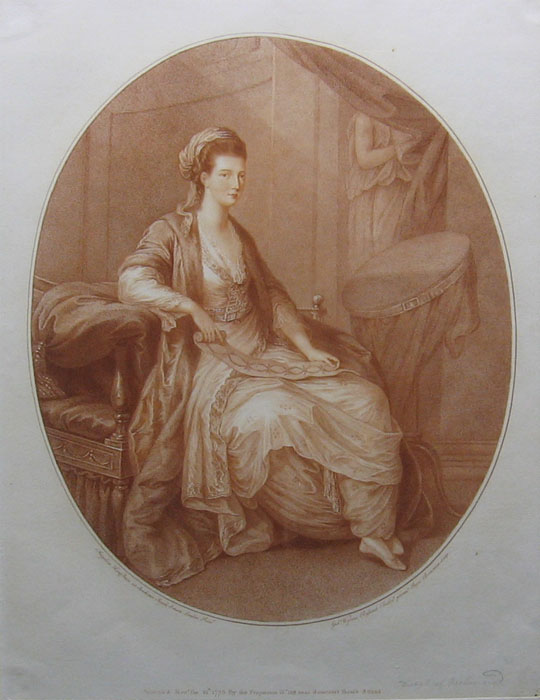
里奇蒙公爵夫人瑪莉